# SC Paderborn 07
L'SC Paderborn 1907 és un club alemany de futbol, situat a la ciutat de Paderborn, Renània del Nord-Westfàlia. El club va ser fundat el 1907 amb la unió del FC Paderborn i el TuS Schloß Neuhaus amb el nom TuS Paderborn-Neuhaus i va prendre el seu nom actual el 1953.
El club Neuhaus va ser fundat el 1907 com el SV 07 Neuhaus i el 1959 es va unir al TuS 1910 Sennelager i va passar a anomenar-se TuS Schloss Neuhaus. Els equips de Neuhaus i de Paderborn i després de la unió dels dos, van jugar la major part de les seves històries en la primera divisió.
El club és el més conegut per estar embolicat, aparentment en forma involuntària, en un cas notori de corrupció en el futbol. El 21 d'agost de 1984, jugant per la Copa alemanya de futbol, el Paderborn va derrotar 4-2 al Hamburger SV. El HSV és un equip de la 1. Bundesliga, és a dir la primera divisió del futbol alemany. El gener de 2005 es va descobrir que l'àrbitre del partit, havia acceptat diners de sindicats del joc croats per "arreglar" el partit. Durant el desenvolupament del mateix va xiular dos penals inexistents i va expulsar un jugador de forma més que discutible. Aviat es va saber que aquest partit era només un de molts on la màfia havia comprat àrbitres, entrenadors i jugadors per influenciar el resultat dels partits. L'escàndol va esdevenir el més gran del futbol alemany en trenta anys.

## Palmarès
- 1. Bundesliga: (13) Des de 1985 a 1997. 2014 fins a la data.
- Copa alemanya de futbol: (10) Des de 1986 a 1996
- Supercopa alemanya de futbol: (9) Des de 1985 a 1994

## Jugadors

### Plantilla 2024-25
A 4 febrer 2025 
| N. | Pos. | Nac. | Jugador                                 |
| -- | ---- | --- | --------------------------------------- |
| 1  | POR  | [[Fitxer:Flag of Germany.svg\|23x15px\|border \|alt=Alemanya\|link=Selecció de futbol d'Alemanya\|{{#if:\|]]                                | Manuel Riemann                          |
| 4  | DEF  | [[Fitxer:Flag of Germany.svg\|23x15px\|border \|alt=Alemanya\|link=Selecció de futbol d'Alemanya\|{{#if:\|]]                                | Calvin Brackelmann                      |
| 5  | MIG  | [[Fitxer:Flag of the United States.svg\|23x15px\|border \|alt=Estats Units d'Amèrica\|link=Selecció de futbol dels Estats Units\|{{#if:\|]] | Santiago Castañeda                      |
| 6  | MIG  | [[Fitxer:Flag of Germany.svg\|23x15px\|border \|alt=Alemanya\|link=Selecció de futbol d'Alemanya\|{{#if:\|]]                                | Marvin Mehlem (cedit pel Hull City AFC) |
| 7  | DAV  | [[Fitxer:Flag of Germany.svg\|23x15px\|border \|alt=Alemanya\|link=Selecció de futbol d'Alemanya\|{{#if:\|]]                                | Filip Bilbija                           |
| 11 | DAV  | [[Fitxer:Flag of Germany.svg\|23x15px\|border \|alt=Alemanya\|link=Selecció de futbol d'Alemanya\|{{#if:\|]]                                | Sven Michel                             |
| 12 | POR  | [[Fitxer:Flag of Germany.svg\|23x15px\|border \|alt=Alemanya\|link=Selecció de futbol d'Alemanya\|{{#if:\|]]                                | Florian Pruhs                           |
| 17 | DEF  | [[Fitxer:Flag of Germany.svg\|23x15px\|border \|alt=Alemanya\|link=Selecció de futbol d'Alemanya\|{{#if:\|]]                                | Laurin Curda                            |
| 19 | MIG  | [[Fitxer:Flag of Germany.svg\|23x15px\|border \|alt=Alemanya\|link=Selecció de futbol d'Alemanya\|{{#if:\|]]                                | Luca Herrmann                           |
| 20 | MIG  | [[Fitxer:Flag of Germany.svg\|23x15px\|border \|alt=Alemanya\|link=Selecció de futbol d'Alemanya\|{{#if:\|]]                                | Felix Götze                             |
| 21 | MIG  | [[Fitxer:Flag of Germany.svg\|23x15px\|border \|alt=Alemanya\|link=Selecció de futbol d'Alemanya\|{{#if:\|]]                                | Anton Bäuerle                           |
| 22 | MIG  | [[Fitxer:Flag of Germany.svg\|23x15px\|border \|alt=Alemanya\|link=Selecció de futbol d'Alemanya\|{{#if:\|]]                                | Mattes Hansen                           |
| 23 | MIG  | [[Fitxer:Flag of Germany.svg\|23x15px\|border \|alt=Alemanya\|link=Selecció de futbol d'Alemanya\|{{#if:\|]]                                | Raphael Obermair (capità)               |

| N. | Pos. | Nac. | Jugador                           |
| -- | ---- | --- | --------------------------------- |
| 24 | MIG  | [[Fitxer:Flag of Finland.svg\|23x15px\|border \|alt=Finlàndia\|link=Selecció de futbol de Finlàndia\|{{#if:\|]] | Casper Terho (cedit pel Union SG) |
| 25 | DEF  | [[Fitxer:Flag of Germany.svg\|23x15px\|border \|alt=Alemanya\|link=Selecció de futbol d'Alemanya\|{{#if:\|]]    | Tjark Scheller                    |
| 26 | MIG  | [[Fitxer:Flag of Germany.svg\|23x15px\|border \|alt=Alemanya\|link=Selecció de futbol d'Alemanya\|{{#if:\|]]    | Sebastian Klaas                   |
| 29 | DAV  | [[Fitxer:Flag of Germany.svg\|23x15px\|border \|alt=Alemanya\|link=Selecció de futbol d'Alemanya\|{{#if:\|]]    | Ilyas Ansah                       |
| 30 | POR  | [[Fitxer:Flag of Germany.svg\|23x15px\|border \|alt=Alemanya\|link=Selecció de futbol d'Alemanya\|{{#if:\|]]    | Markus Schubert                   |
| 32 | DEF  | [[Fitxer:Flag of Germany.svg\|23x15px\|border \|alt=Alemanya\|link=Selecció de futbol d'Alemanya\|{{#if:\|]]    | Aaron Zehnter                     |
| 33 | DEF  | [[Fitxer:Flag of Germany.svg\|23x15px\|border \|alt=Alemanya\|link=Selecció de futbol d'Alemanya\|{{#if:\|]]    | Marcel Hoffmeier                  |
| 35 | POR  | [[Fitxer:Flag of Germany.svg\|23x15px\|border \|alt=Alemanya\|link=Selecció de futbol d'Alemanya\|{{#if:\|]]    | Arne Schulz                       |
| 36 | DAV  | [[Fitxer:Flag of Germany.svg\|23x15px\|border \|alt=Alemanya\|link=Selecció de futbol d'Alemanya\|{{#if:\|]]    | Felix Platte                      |
| 39 | DAV  | [[Fitxer:Flag of Germany.svg\|23x15px\|border \|alt=Alemanya\|link=Selecció de futbol d'Alemanya\|{{#if:\|]]    | Adriano Grimaldi                  |
| 40 | MIG  | [[Fitxer:Flag of Germany.svg\|23x15px\|border \|alt=Alemanya\|link=Selecció de futbol d'Alemanya\|{{#if:\|]]    | Niclas Nadj                       |
| 44 | MIG  | [[Fitxer:Flag of Germany.svg\|23x15px\|border \|alt=Alemanya\|link=Selecció de futbol d'Alemanya\|{{#if:\|]]    | Medin Kojic                       |

## Entrenadors
- Günther Rybarczyk (1993–2001)
- Uwe Erkenbrecher (2001–2003)
- Pavel Dochev (2003–2005)
- Jos Luhukay (2005–2006)
- Holger Fach (2007–2008)
- Pavel Dochev (2008–2009)
- André Schubert (2009–2011)
- Roger Schmidt (2011–2012)
- Stephan Schmidt (2012–2013)
- André Breitenreiter (2013–2015)
- Stefan Effenberg (2015–2016)
- René Müller (2016)
- Florian Fulland (2016) (interí)
- Stefan Emmerling (2016–2017)
- Steffen Baumgart (2017–2021)
- Lukas Kwasniok (2021–)